# Meister des Kurpfälzischen Skizzenbuchs
Als Meister des Kurpfälzischen Skizzenbuchs wird der Zeichner benannt, der um 1610 insgesamt 25 Zeichnungen nach Motiven aus der Region der Kurpfalz, insbesondere auch Zeichnungen der Stadtansicht Heidelbergs und des noch nicht zerstörten Heidelberger Schlosses geschaffen hat.

## Namensgebung
Der namentlich nicht bekannte Künstler erhielt seinen Notnamen nach dem Titel des Buches, in dem seine Zeichnungen als Kurpfälzisches Skizzenbuch in moderner Zeit 1926 erstmals wieder veröffentlicht wurden. Man hatte sie in einem Sammelband des Königlichen Kupferstichkabinetts aus Stuttgart unter einer Vielzahl anderer Originale entdeckt und ausgewählt. Die Zeichnungen sind mit Feder in rötlich-brauner Farbe auf weißem Büttenpapier geschaffen.

## Stil und Schule
Der Meister des Kurpfälzischen Skizzenbuchs wird als ein Nachfolger Jan Brueghels des Älteren vermutet, zumal eines der Bilder der Serie von Heidelberg eine Kopie nach dessen Vorlage ist. Auch die anderen Bilder sind vermutlich Kopien nach Vorlagen aus der Zeit vor 1590. Der Meister wird im Umkreis der in Frankenthal in der Pfalz tätigen niederländischen Künstler vermutet, die dort aus religiösen Gründen in der Nähe des kurpfälzischen Hofes im Exil lebten.

## Werke (Auswahl)
Neben dem Skizzenbuch, das heute von der Staatsgalerie Stuttgart bewahrt wird, werden dem Meister des Kurpfälzischen Skizzenbuchs noch einige wenige weitere Zeichnungen zugeschrieben, z. B. eine Zeichnung Schlachthaus und Mühlen in Frankenthal, heute im Hessischen Landesmuseum Darmstadt.